# Tim McGraw
För sången, se Tim McGraw (sång).
Tim McGraw, född Samuel Timothy McGraw den 1 maj 1967 i Delhi, Louisiana, är en amerikansk countryartist och skådespelare.
Tim McGraw upptäckte som tonåring att hans far var den kände basebollspelaren Tug McGraw, och den insikten kom att förändra hans liv och stärkte honom att satsa allt på att ta sig ur sin tidigare fattiga uppväxtmiljö och köpa en enkel biljett till Nashville för att satsa på att kunna leva som countrysångare, vilket han lyckades med med råge. Efter flera framgångar och storsäljande skivor är han i dag en av de ledande i genren och är gift med countrysångerskan Faith Hill sedan den 6 oktober 1996. De har tre döttrar tillsammans.
Han spelade även en av huvudrollerna i den amerikanska filmen Flicka som löst bygger på Mary O'Haras ungdomsroman My Friend Flicka och hade även en roll i The Blind Side från 2009.

## Diskografi (urval)
Studioalbum
- Tim McGraw (1993)
- Not a Moment Too Soon (1994)
- All I Want (1995)
- Everywhere (1997)
- A Place in the Sun (1999)
- Set This Circus Down (2001)
- Tim McGraw and the Dancehall Doctors (2002)
- Live Like You Were Dying (2004)
- Let It Go (2007)
- Southern Voice (2009)
- Emotional Traffic (2012)
- Two Lanes of Freedom (2013)
- Sundown Heaven Town (2014)
- Damn Country Music (2015)
- The Rest of Our Life (2017) (med Faith Hill)

Samlingsalbum
- Greatest Hits (2000)
- Reflected: Greatest Hits Vol. 2 (2006)
- Greatest Hits: Limited Edition (2008)
- Collector's Edition (2008)
- Greatest Hits 3 (2008)
- Limited Edition: Greatest Hits: Volumes 1, 2 & 3 (2008)
- Number One Hits (2010)
- Tim McGraw & Friends (2013)
- Love Story (2014)
- 35 Biggest Hits (2015)
- McGraw: The Ultimate Collection (2016)

Singlar (nummer 1 på Billboard Hot Country Songs)
- 1994 – "Don't Take the Girl"
- 1994 – "Not a Moment Too Soon"
- 1995 – "I Like It, I Love It"
- 1996 – "She Never Lets It Go to Her Heart"
- 1997 – "It's Your Love" (med Faith Hill)
- 1997 – "Everywhere"
- 1997 – "Just to See You Smile"
- 1998 – "Where the Green Grass Grows"
- 1999 – "Please Remember Me"
- 1999 – "Something Like That"
- 1999 – "My Best Friend"
- 2000 – "My Next Thirty Years"
- 2001 – "Grown Men Don't Cry"
- 2001 – "Angry All the Time"
- 2001 – "The Cowboy in Me"
- 2002 – "Unbroken"
- 2003 – "Real Good Man"
- 2003 – "Watch the Wind Blow By"
- 2004 – "Live Like You Were Dying"
- 2004 – "Back When"
- 2007 – "Last Dollar (Fly Away)"
- 2009 – "Southern Voice"
- 2010 – "Felt Good on My Lips"
- 2014 – "Shotgun Rider"
- 2016 – "Humble and Kind"